# Arnoldts
Arnoldts is een geslacht waarvan enkele familieleden in het verleden in Sittard en Born een bestuurlijke functie hebben vervuld. De stamreeks begint bij Lucas Arnoldts, die in de eerste helft van de 17de eeuw werd geboren te Marienberg. Het geslacht Arnoldts werd eind 19de eeuw opgenomen in het Stam- en Wapenboek van A.A. Vorsterman van Oijen.

## Enkele telgen
- Lucas Dionysius Arnoldts (1674-?) syndicus in de heerlijkheid Limbricht X Maria Hamers, dochter van Petrus Hamers burgemeester van Sittard
  - Dionysius Johannes Arnoldts (1736-1818) schepen en burgemeester te Sittard. 
    - Jan Hendrik Arnoldts (1808-1881) Nederlands en Limburgs politicus van conservatief-katholieken huize
      - Marie Joseph Goswin Jean (Jean) Arnoldts (1869–1946) was een Nederlands bestuurder en politicus voor de katholieken.